# Zinder
Zinder är en av Nigers sju regioner. Regionen hade 2 080 250 invånare år 2001, på en yta av 145 430 km². Regionens huvudstad är Zinder.

## Administrativ indelning
Regionen är indelad i fem departement:
- Goure Department
- Magaria Department
- Matameye Department
- Mirriah Department
- Tanout Department